# مارسيلو أليكساندر
مارسيلو أليكساندر (بالإسبانية: Marcelo Alexandre) هو دراج أرجنتيني، ولد في 22 يناير 1963 في بوينس آيرس في الأرجنتين.

## وصلات خارجية
- مارسيلو أليكساندر على موقع أرشيف الدراجات (الإنجليزية)
- مارسيلو أليكساندر على موقع إحصائيات الدراجات الإحترافية (الإنجليزية)
- مارسيلو أليكساندر على موقع أوليمبيديا (الإنجليزية)